# Château de la Cassemichère
Le château de la Cassemichère est un édifice du XVIIe siècle, qui se trouve sur le territoire de la commune française de La Chapelle-Heulin, en Loire-Atlantique. Il est le centre d'une exploitation viticole, et donne son nom à plusieurs vins, nommés La Cassemichère ou château Cassemichère.

## Histoire
Le manoir et la terre de la Cassemichère sont en possession de la famille de Baye au début du XVe siècle, puis, à la fin du XVIe siècle, entre les mains de la famille Pantin.
Le bâtiment est reconstruit en 1601 pour Roland Giraud, sieur de la Cassemichière, riche négociant en draps de soie à Nantes. Celui-ci est consul, puis échevin de la ville de 1620 à 1622. La famille Giraud possède de nombreuses terres autour de Vallet. Le onzième fils de Roland, Mathurin Giraud, devient maire de Nantes entre 1664 et 1666.
En 1739, le domaine est vendu par une Giraud de la Tourelle à François Cottineau, négociant, échevin, consul de Nantes de 1749 à 1751. La famille Cottineau compte plusieurs marchands, très impliqués dans le commerce maritime, y compris la traite négrière. François Cottineau est procureur du Roi à l'Amirauté.
La famille Le Loup de La Biliais en hérite peu avant la Révolution française mais le châtelain et son épouse sont guillotinés sur la place du Bouffay, à Nantes, en 1794, pour avoir caché un prêtre réfractaire. La propriété est alors mise sous séquestre, puis rachetée, plus tard, par leur fils.
Durant le Second Empire, la propriété laissée à l'abandon est morcelée.
Rachetée par un négociant en vin, Donatien Bahuaud, le château de la Cassemichère est rénové et remanié par ce dernier entre 1955 et 1960.

## Architecture
Les portes et le décor des lucarnes sont typiques du début du XVIIIe siècle. Dans la cave, entre 1955 et 1960, le sculpteur nantais Auguste Pichaud réalise, à la demande du propriétaire Donatien Bahuaud, décore les corbeaux avec des bas-reliefs représentant des saynètes ayant pour thème le vin et la gourmandise, notamment certaines figurant Bacchus, ou une autre où Adam et Ève mangeant le fruit défendu.